# Commander Tom
Pour les articles homonymes, voir Tom et Weyer (homonymie).
Commander Tom, nom de scène de Tom Weyer, est un disc jockey et producteur de musique allemand.
Il commence à travailler en tant que DJ au Drops SuperDisco à Kehl dans les années 1980 puis, toujours en tant que DJ, pour la discothèque Rheinpark à Germersheim dans les années 1990. En 1995, il se fait un nom grâce à son titre trance Are Am Eye?. L'année suivante, en 1996, il connaît de nouveau le succès avec Eye C Red et The Vulcan.
Plus tard, il sort une série d'albums de remixes et plus notamment la série de cinq albums Commander Tom in the Mix, commercialisés entre 1996 et 2001. En 2004, son single Attention!, qui sample le titre Superstar de Tom Novy vs. Eniac et datant de 1997, se classe numéro 1 des ventes dance en Allemagne. Aussi en 2006, il sort le single I Can't Sleep!.
Il crée divers labels, dont le plus célèbre reste le défunt Noom Records. Il produit divers artistes de trance et de house sous plusieurs pseudonymes tels que Commander Tom, Tom de Luxe, Phantom, Waterhouse, Mandala et Nexus 6.
Il meurt le 12 juin 2022.